# Franciszek Zachara
Franciszek Zachara (ur. 10 grudnia 1898 w Tarnowie, zm. 2 lutego 1966 w Tallahassee na Florydzie) – polsko-amerykański pianista i kompozytor.

## Życiorys
Urodził się w Tarnowie (rodzice: Ludwig i Maria z domu Kapłańska). Po ukończeniu Państwowego Gimnazjum w Warszawie studiował w Saratowie (Rosja), gdzie w roku 1919 otrzymał dyplom ukończenia tamtejszego Konserwatorium. W latach 1919–1921 studiował fortepian u prof. Alexandra Dubassoffa w Konserwatorium Petersburskim.
W latach 1922–1928 pracował jako profesor fortepianu w Śląskim Konserwatorium w Katowicach. W tym czasie prowadził również szeroko zakrojoną działalność koncertową w Polsce, Niemczech, Austrii, Francji oraz Ameryce.
Franciszek Zachara zadebiutował w USA 18 listopada 1928 roku w Town Hall w Nowym Jorku. Na program recitalu składały się utwory J.S. Bacha, Beethovena, Chopina, Mozarta, Scarlattiego-Tausiga, Skriabina, Debussy’ego, Liszta, oraz "Humoreska" własnej kompozycji. Recital został entuzjastycznie przyjęty przez publiczność i amerykańską prasę: The New York Times, The New York Sun i The New York Herald-Tribune. Koncert ten zapoczątkował długie tournè po Stanach Zjednoczonych. W tym czasie Franciszek Zachara objął stanowisko profesora fortepianu na Uniwersytecie w Brenau (w latach 30. i 40. Brenau College), gdzie działalność edukacyjną, kompozytorską i koncertową prowadził do roku 1946. W tym okresie Zachara ożenił się z Patty Haralson i w roku 1947 przeprowadził się do Nowego Jorku. Trzeba też wspomnieć o jego hobby jakim było strzelectwo sportowe. Zachara zdobył wiele medali w tej dziedzinie.
Od 1948 roku przebywał na Florydzie gdzie w dalszym ciągu komponował i koncertował oraz prowadził klasę fortepianu na Uniwersytecie na Florydzie (Florida State University - FSU). W tym okresie zaprzyjaźnił się z pianistą i kompozytorem Ernst von Dohnányim, który był również profesorem na tym uniwersytecie. W dniu 25 lutego 1952 roku odbyła się amerykańska premiera koncertu fortepianowego E-dur op. 30 Franciszka Zachary - kompozytor wystąpił jako solista, a Ernő Dohnányi poprowadził orkiestrę.
Franciszek Zachara komponował, koncertował oraz nauczał na Uniwersytecie (FSU) do 21 stycznia 1966 roku, kiedy po zawale serca został przewieziony do szpitala w Tallahassee, gdzie zmarł 2 lutego 1966 roku.
Zachara należał do wielu organizacji: The Florida Composers League, The Florida State Music Teachers Association, Music Teachers National Association, Kiwanis Club, Manhattan Chess Club, National Rifle Association, Tallahassee Rifle and Pistol Club (prezes związku), Pi Kappa Lambda, International Who's Who in Music, oraz American Association of University Professors.
Franciszek Zachara utrzymywał stały kontakt z rodziną w Polsce, a w szczególności ze swoim bratem, multiinstrumantalistą i kompozytorem Władysławem Zacharą. W czasach żelaznej kurtyny, w latach 50./60., gdy nie było możliwości wolnego podróżowania, bracia Zachara przesyłali swoje kompozycje za pośrednictwem poczty. W ten sposób m.in. Franciszek Zachara nagrał na płycie winylowej kompozycje swojego brata (Ballade Espagniole). Obecnie nagranie to oraz LP z wykonaniem utworów Chopina, Liszta, Dohnányi, Straussa-Zachary oraz własnymi kompozycjami Franciszka Zachary znajdują się w kolekcji wnuczka Zachary – pianisty, organisty i kompozytora Zbigniewa Slaby.
Franciszek Zachara skomponował ponad 150 utworów, w tym utwory na fortepian, organy, koncert fortepianowy, utwory solowe, orkiestrowe i kameralne. Utwory te obecnie znajdują się w Bibliotece Uniwersyteckiej na Florydzie (Warren D. Allen Music Library, Florida State University), gdzie trwają czynności dotyczące prawa publikacji (2008). Większość tych utworów to materiały oryginalne lub kopie wykonane przez samego kompozytora. Niestety, znaczna część utworów zaginęła lub jest fragmentaryczna.
Utwory Franciszka Zachary przeniknięte są duchem polskiego romantyzmu, a w szczególności nawiązują do muzyki Fryderyka Chopina. Zachara był uznany za wspaniałego wykonawcę muzyki Chopina. Cała jego twórczość oparta jest na dwóch głównych filarach: Bach-Chopin, ale z nowymi pomysłami osadzonymi mocno w XX wieku. Można to zauważyć w okazjonalnie tworzonych transkrypcjach np. w Etiudzie op. 25 nr 9 na fortepian solo (również z wersją na 2 fortepiany) oraz w Walcu op. 64 nr 1 Fryderyka Chopina, jak również w transkrypcjach Liszta, Straussa oraz w 24 (25) Preludiach i Fugach (według wzoru J.S. Bacha) zatytułowanych "New Well-Tempered Clavicord", gdzie na zakończenie został dodany utwór na tematy Ernő Dohnányi.
Na kompozycje Franciszka Zachary składają się preludia, fugi, walce i etiudy, pisane często w ilości 12, 24, 48. W swoich zbiorach Zachara układał utwory np. we wszystkich tonacjach durowych oraz molowych. Skomponował przynajmniej 3 sonaty fortepianowe, ale niestety ocalały tylko fragmenty z opusu 75, 80 i 81. Do tej pory wydawana jest jego Sonata na klarnet i fortepian op. 72 nr 1 (Leblanc Publications, 1964). Utwory Franciszka Zachary były wydane przez: Gamble Music Co., Theodore Presser Co., Leblanc Publications Inc., Music Publisher’s Holding Corp., Remick, G. Schirmer, Shattinger Piano & Music Co., and Southern Music Co., natomiast nagrania (na płycie LP) utworów Liszta, Chopina, Delibes-Dohnányi, oraz Straussa-Zachary zostały wykonane przez Transphono/Ohio Recording Service.
System numeracji kompozycji był opracowany przez samego kompozytora i używany do lat 50. XX wieku. Obecnie (2008) trwa katalogowanie wszystkich prac Franciszka Zachary.

## Kompozycje

### Utwory fortepianowe
- New Well-Tempered Clavicord for the Piano (25 utworów – preludia i fugi),
- Six Piano Pieces for Left Hand Alone (op. 43),
- Three Organ Chorales Piano Transcription (op. 44),
- Twelve Master Etudes in Minor Keys (op. 29),
- Twelve Master Preludes (op. 19),
- Twelve Waltzes for Piano (op. 52),
- Twenty-Four Etudes in All Keys,
- Two Mazurkas (2 mazurki),
- Americana for Piano Solo,
- Barcarolle (op. 9),
- Berceuse for Piano Solo,
- Boogie Woogie Etude,
- Burlesque,
- Capriccio in E-flat Major (op. 39),
- Capriccio in F-sharp Major (op. 5),
- Dutch Dance,
- Gavotte in B Minor,
- Gavotte in D Major,
- Grand Valse Chromatique,
- Indian Sacrifice,
- Menuet in A Minor,
- Menuet in Classic Style,
- The Music Box,
- The Music Box: Cracoviene Polish Natinoale Dans (Krakowiak),
- Poeme (op. 12),
- Rondo for Piano Solo,
- Sans Souci,
- Scherzo in E Minor (op. 29),
- Second Rhapsody by Liszt,
- Slavic Dance (Taniec Słowiański)
- The Star Spangled Banner (aranżacja),
- Suite in Classic Style (op. 7),
- Twelve Variations on the Theme “America”
- Waltz in G Major [No. 1],
- Americana for Two Pianos or Four Hands,
- March for Two Pianos (op. 1),
- Perpetual Motion (na 2 fortepiany lub duet),
- Piano Concerto in E Major (op. 30, wersja na dwa fortepiany),
- Twenty-Four Variations on the Theme “Happy Birthday” (duet fortepianowy),

### Utwory kameralne
- Double Concerto for Two Clarinets and Strings,
- Fantasia for Trumpet and Piano (op. 32),
- Five Fugues for Woodwind Trio,
- Fugue in Six Voices (flute, oboe, 2 clarinets, 2 bassoons)
- Grande Suite in Blue for Clarinet and Piano
- Help me oh Lord (Głos solowy z fortepianem,)
- Humoresque (na klarnet i fortepian),
- Meditation (na wiolonczelę i fortepian),
- Pastorale and Fugue for Woodwind Trio,
- Polonaise Brilliante for Flute Alone,
- Rondo Brillante for Strings,
- Rondo Brillante for Woodwind Trio and Strings or Piano,
- Serenade for Violin and Piano,
- Six Pieces for Cello and Piano,
- Sonata Expaniole for Woodwind Trio,
- Sonata for Bassoon and Piano (op. 46),
- Sonata for Cello and Piano op. 13, 40, 73 (różne wersje),
- Sonata for Clarinet and Piano op. 72 nr 1,
- Sonata for Clarinet and Piano op. 72 nr 2,
- Sonata for Horn and Piano,
- Sonata for Oboe and Piano (op. 55),
- Sonata for Oboe and Piano (op. 77),
- Sonata for Trombone and Piano (op. 18),
- Sonata for Trumpet and Piano (op. 22 oraz op.42),
- Sonata for Violin and Piano (op. 71),
- String Quartet in D Major,
- String Quartet in G Major (op. 31 oraz 38),
- Ten Master Pieces for Discriminating Woodwind Performers (Duet i Trio na klarnet i fortepian),
- Three Organ Chorales,
- Toccata for Two Clarinets and Piano,
- Triple Concerto for Oboe, Clarinet, Bassoon and Strings,
- Two Organ Chorales for Woodwind Trio,
- Valse Sentimentale (Wiolonczela i fortepian),
- Valse Triste (Klarnet i fortepian),
- Variations and Fugue for Oboe, Clarinet and Bassoon,
- Variations on a Nursery Rhyme for Woodwind Trio,

### Utwory symfoniczne
- Concerto Grosso No. 1 (Waltornia solo),
- Concerto Grosso No. 2 (Trąbka solo),
- Concerto Grosso No. 3 (Wiolonczela Solo),
- Concerto Grosso No. 4 (Skrzypce Solo),
- Concerto Grosso No. 5 (Obój Solo),
- Concerto Grosso No. 6 (Puzon Solo),
- Grande Suite in Blue for Clarinet Solo and Symphonic Band,
- March Carnaval -symphonic band,
- March No. 1 -symphonic band,
- March No. 2 -symphonic band,
- March No. 3 -symphonic band,
- March No. 4 -symphonic band,
- Mediation for Symphonic Band,
- Piano Concerto in E Major (op. 30),
- Rhapsody for Trumpet and Symphonic Band,
- Romanza Espaniole-symphonic band,
- Rondo Brillante for Solo Clarinet and Symphonic Band,
- Symphonic Waltz No. 2 (na orkiestrę),
- Symphony No. 1 (op. 60),
- Twelve Variations on the Theme “Happy Birthday” for Piano and Orchestra,
- Twenty-Four Variations on the Theme “Happy Birthday” for Piano and Orchestra,
- Valse Sentimentale for Symphonic Band,
- Valse Symphonique -symphonic band,